# Comuna de Miastków Kościelny
Miastków Kościelny (polaco: Gmina Miastków Kościelny) é uma gminy (comuna) na Polónia, na voivodia de Mazóvia e no condado de Garwoliński. A sede do condado é a cidade de Miastków Kościelny.
De acordo com os censos de 2004, a comuna tem 5073 habitantes, com uma densidade 59,5 hab/km².

## Área
Estende-se por uma área de 85,24 km², incluindo:
- área agricola: 80%
- área florestal: 16%

## Demografia
Dados de 30 de Junho 2004:
|                      | Total   | Total | Mulheres | Mulheres | Homens  | Homens |
| -------------------- | ------- | ----- | -------- | -------- | ------- | ------ |
|                      | pessoas | %     | pessoas  | %        | pessoas | %      |
| População            | 5073    | 100   | 2478     | 48,8     | 2595    | 51,2   |
| Densidade (pop./km²) | 59,5    | 100   | 29,1     | 29,1     | 30,4    | 30,4   |

De acordo com dados de 2002, o rendimento médio per capita ascendia a 1256,87 zł.

## Subdivisões
- Brzegi, Glinki, Kruszówka, Kujawy, Miastków Kościelny, Oziemkówka, Przykory, Ryczyska, Stary Miastków, Wola Miastkowska, Zabruzdy, Zabruzdy-Kolonia, Zasiadały, Zgórze, Zwola, Zwola Poduchowna.

## Comunas vizinhas
- Borowie, Górzno, Stoczek Łukowski, Wola Mysłowska, Żelechów